# Mijailo Mijailović
Mijailo Mijailović (srbsky: Мијаило Мијаиловић; * 6. prosince 1978, Stockholm) je vrah švédské sociálnědemokratické ministryně zahraničních věcí Anny Lindhové, kterou ubodal 10. září 2003 v obchodním domě NK ve Stockholmu. Lindhová zemřela následujícího dne po neúspěšné chirurgické léčbě.

## Život
Mijailović se narodil ve Švédsku srbským rodičům z města Mladenovac. Jeho rodiče emigrovali do Švédska koncem 60. let jako zahraniční dělníci. Jeho otec byl alkoholik a často napadal matku a děti. Když mu bylo 6 let, byl poslán k prarodičům z otcovy strany do Srbska, kde chodil do školy. Vrátil se do Švédska, když začaly jugoslávské války. Po návratu do Švédska se zapsal se střední školu, ale ve druhé třídě ji opustil. Jeho spolužáci si ho pamatují jako samotáře. V roce 1997, ve věku 18 let, pobodal svého otce a byl odsouzen za těžké ublížení na zdraví. V červnu 1999 byl odsouzen za nedovolené ozbrojování. V dubnu téhož roku vyhrožoval mladé dívce a její matce.

## Atentát
Odpoledne 10. září 2003 napadl švédskou ministryni zahraničních věcí, když nakupovala v dámském oddělení obchodního domu NK v centru Stockholmu. Bodl jí nožem do hrudníku, břicha a paží. Z místa činu uprchl, ale byl zatčen o dva týdny později. Vypátrán byl především díky videozáznamům z obchodního domu. Švédské noviny naznačily, že byl propuštěn z psychiatrické léčebny pouhých pět dní před činem. Jeho motiv nebyl považován za politický, i když byl Mijailović krátce po svém zatčení identifikován na fotografii z mítinku předsedy opoziční Liberální lidové strany Larse Leijonborga. Mezi věcmi, které vyhodil krátce po vraždě, byla také brožura této strany. Dne 6. ledna 2004 se Mijailović přiznal. Řekl přitom: „Nezajímám se o politiku. Mohl to být někdo jiný. Nemám nic osobního proti Anně Lindhové." Soudní proces se konal 14.–17. ledna 2004. Byl shledán vinným, ale vynesení rozsudku bylo odloženo, čekalo se na psychiatrické vyšetření nařízené soudem. Dne 9. března zpráva dospěla k závěru, že Mijailoviće nelze považovat za nepříčetného a 23. března byl odsouzen k doživotnímu vězení. Dne 8. července však odvolací soud tento rozsudek zrušil poté, co testy dospěly k závěru, že v době zabití trpěl duševní chorobou. V důsledku rozhodnutí odvolacího soudu byl Mijailović převezen z vězení do uzavřené psychiatrické léčebny. Dne 2. prosince 2004 byl Mijailović Nejvyšším soudem Švédska odsouzen k doživotnímu vězení, čímž byl zrušen rozsudek odvolacího soudu. Setrval v psychiatrické léčebně, byť žádal několikrát o přemístění do srbského vězení a vyjádřil strach o svůj život. O nacionálním motivu činu se mnohokrát diskutovalo a nelze ho zcela vyloučit. Již před činem se stal občanem Srbska a Černé Hory, po zločinu požádal o odebrání švédského občanství. Jeho žádosti vyhověla Švédská migrační agentura dne 20. září 2004. V srpnu 2011 Mijailović poskytl rozhovor švédskému deníku Expressen. Uvedl v něm, že motivem vraždy byla jeho nenávist k politikům, které považoval za odpovědné za svou bezvýchodnou životní situaci a skutečnost, že byl „muž bez budoucnosti“. Ministryni prý potkal v obchodním domě náhodou. Mijailović v rozhovoru také prozradil, že den před vraždou Lindhové chtěl zaútočit na politika Larse Leijonborga, ale v tu dobu u sebe neměl nůž. Uvedl též, že si nyní uvědomuje, že bylo špatné vinit za svá vlastní životní selhání politiky. Za psychicky nemocného se nepovažuje, nemoc prý po činu předstíral, neboť se domníval, že pobyt v léčebně by mohl být snesitelnější než ve vězení.